# Le Smoking

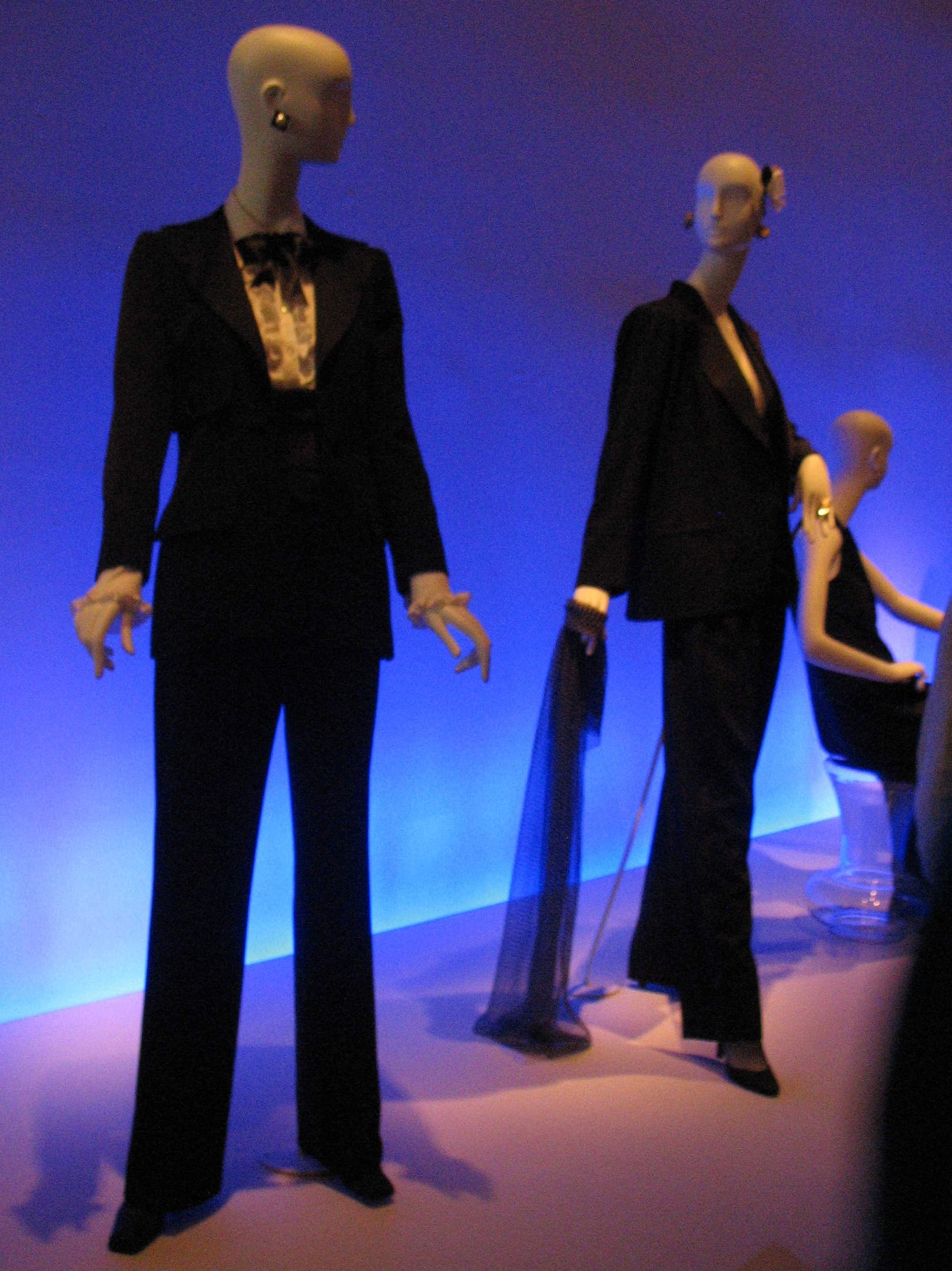
Le Smoking, De Young Museum, San Francisco

Le Smoking, in 1966 als nummer #262 ontworpen voor de Pop-Artcollectie (seizoen ‘66 – ‘67) van couturier Yves Saint Laurent voor modehuis Dior, was het eerste broekpak dat voor vrouwen ontworpen werd.
Om de mannelijke smoking geschikt te maken voor vrouwen gaf hij het jasje een taille, maakte de revers ronder en paste de broek aan zodat de benen langer leken. Het pak had een chique uitstraling en was bedoeld om te dragen als alternatief voor een avondjurk of ‘little black dress’ bij feestelijke gelegenheden.
Het ontwerp gold als zeer controversieel omdat het voor vrouwen niet alleen ongebruikelijk was om broeken en broekpakken te dragen, maar in meerdere landen, waaronder Frankrijk, zelfs verboden was. Bij zijn laatste collectie en afscheid in 2002 zei Yves Saint Laurent hierover: ‘Ik heb me altijd in dienst willen stellen van vrouwen. Ik wilde hen vergezellen in de grote bevrijdingsbeweging die in de vorige eeuw plaatsvond.’
Filmster Catherine Deneuve was in 1967 een van de eersten die het pak in het openbaar ging dragen. Stijliconen als Françoise Hardy, Liza Minnelli, Lauren Bacall en Bianca Jagger volgden. Het pak was in het begin zo controversieel dat er restaurants waren die vrouwen in een dergelijk pak de toegang weigerden.
In de daarop volgende dertig jaar baseerde Yves Saint Laurent nog vele ontwerpen op Le Smoking. Het ontwerp verwierf een iconische status en blijft tot in de 21ste eeuw modeontwerpers inspireren.
Yves Saint Laurent wordt gezien als dé couturier die vrouwen mede macht heeft gegeven door hen in staat te stellen kleding te dragen die normaal alleen door mannen met invloed en macht werd gedragen.